# Loxosceles
Loxosceles Heineken & Lowe, 1832 é um gênero de aracnídeos peçonhentos pertencentes à família Sicariidae, conhecidos pelos casos onde sua picada tem efeito necrosante, apesar de a grande maioria das picadas não chegar nessa gravidade. Os membros destes gêneros são conhecidos pelos nomes comuns de aranhas-marrom (Brasil) ou aranhas-violino (Portugal).

## Informações
As espécies do gênero Loxosceles têm um comprimento total de 3 a 4 cm, sendo que um terço é o corpo, de coloração tipicamente acastanhada. Apresentam seis olhos, de cor esbranquiçada. Algumas apresentam o desenho de uma estrela no cefalotórax. As teias são pequenas e irregulares apenas forrando quase invisivelmente o chão e arredores de seu esconderijo, servindo como cordões de alarme. Têm como característica a peregrinação noturna e a alta atividade no verão. Durante o dia permanecem escondidas sob cascas de árvores e folhas secas de palmeira - na natureza - ou atrás de móveis, de coisas encostadas às paredes, em sótãos, porões e garagens - no ambiente doméstico.

## Principais espécies
A última revisão das espécies de Loxosceles na América do Sul foi feita por Gertsch em 1958 e 1967. Estão catalogadas cerca de 30 espécies para o aquele continente, entre as quais:
- Loxosceles similis (Moenkhaus, 1898) — primeira espécie de Loxosceles encontrada no Brasil. Vive nos estados do Pará, Minas Gerais, São Paulo e Mato Grosso do Sul. Conhecida também por L. surata (Simon, 1977);
- Loxosceles rufescens (Dufour, 1820) — originária da região do Mediterrâneo, Norte da África e Europa. Conhecida também por L. exortis (Simon, 1881), L. indrabeles (Tikader, 1963), L. distincta (Lucas, 1846) e L. marylandica (Muma, 1944);
- Loxosceles rufipes (Lucas, 1834) — encontrada na Colômbia, Chile, Guatemala e Panamá;
- Loxosceles variegata (Simon, 1897) — encontrada no Paraguai;
- Loxosceles spadicea (Simon, 1907) — encontrada no Peru, Bolívia e Argentina;
- Loxosceles lutea (Keyserling, 1877) — encontrada na Colômbia e no Equador. Conhecida também por L. pictithorax (Strand, 1914);
- Loxosceles amazonica (Gertsch, 1967) — encontrada no norte e no nordeste do Brasil. Tem o colorido marrom, com o cefalotórax e pernas menos pigmentadas, além do abdome mais próximo ao preto;
- Loxosceles gaucho (Gertsch, 1967) — encontrada na Tunísia e no Brasil (São Paulo, Minas Gerais, Paraná, Santa Catarina e Rio Grande do Sul);
- Loxosceles intermedia (Mello-Leitão, 1964) — encontrada na Argentina e no Brasil (região Sudeste, Sul e no estado de Goiás). Conhecida também por L. ornatus (Mello-Leitão, 1938) e L. ornata (Mello-Leitão, 1941);
- Loxosceles laeta (Nicolet, 1849) — encontrada na América do Sul (No Brasil na região Sul, Sudeste e no estado da Paraíba), Finlândia e Austrália. Conhecida também por L. bicolor (Holmberg, 1876), L. longipalpis (Banks, 1902),  L. nesophila (Chamberlin, 1920) e L. yura (Chamberlin & Ivie, 1942);
- Loxosceles reclusa (Gertsch & Mulaik, 1940) — encontrada na América do Norte, principalmente nos EUA (Nos estados do Texas, Kansas, Missouri, Oklahoma e California). Apresenta uma linha preta na porção dorsal do seu tórax, gerando o apelido de "Aranha Violino";
- Loxosceles adelaida (Gertsch, 1967) — encontrada no Brasil (São Paulo e Rio de Janeiro), Paraguai e Argentina;
- Loxosceles hirsuta (Mello-Leitão, 1961) — encontrada no Brasil (São Paulo, Paraná, Rio Grande do Sul e Minas Gerais), Paraguai, Argentina e Bolívia.

## Forma e consequência dos ataques

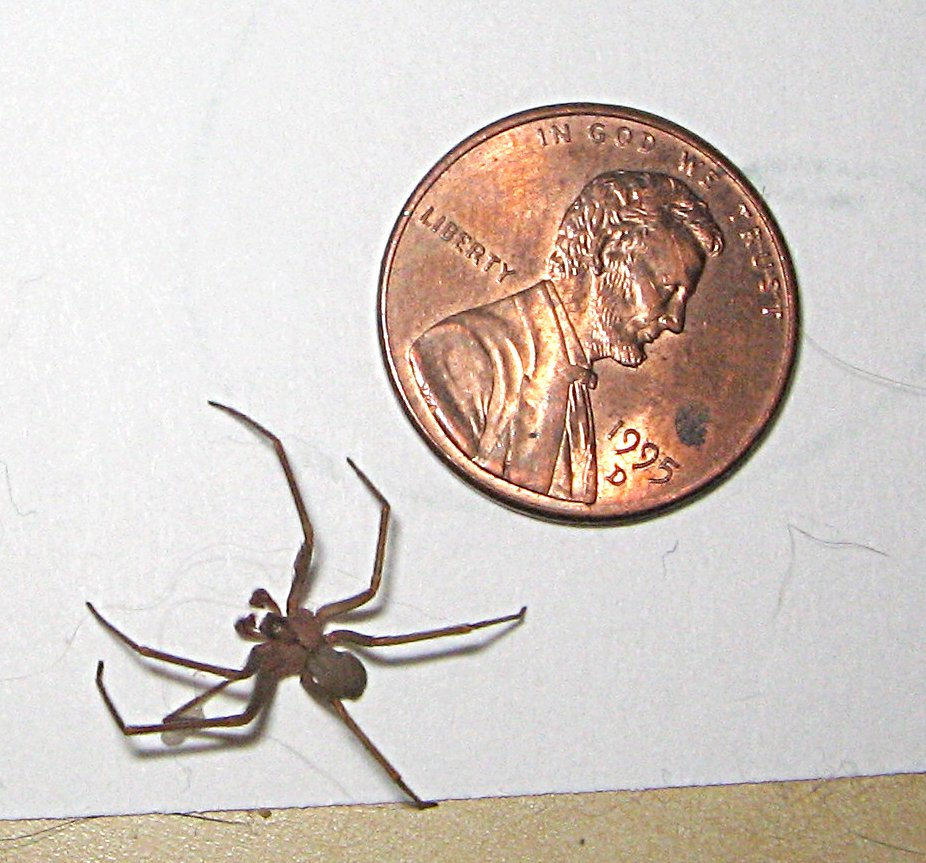
Loxosceles reclusa: macho adulto quase do tamanho de uma moeda de um centavo de dólar.

São aranhas pouco agressivas, dificilmente atacam pessoas. As picadas ocorrem com mais frequência como defesa quando a aranha fica presa contra a pele, nas roupas, por exemplo. Muitas das picadas ocorrem ao rolar sobre a aranha durante o sono, no momento do uso das vestimentas (calçando um sapato, por exemplo) ou no manuseio de objetos de trabalho (como enxadas e pás guardadas em locais escuros). O volume total de veneno é minúsculo (apenas 2 microgramas injetados de 4 microlitros nas glândulas de veneno).
No ato da picada há pouca ou nenhuma dor e a marca é praticamente imperceptível. Depois de 12 a 14 horas ocorre um inchaço acompanhado de vermelhidão na região (edema e eritema, respectivamente), que pode ou não coçar. Também pode ocorrer escurecimento da urina e febre. Os dois quadros distintos conhecidos são o loxoscelismo cutâneo (o que normalmente ocorre, onde há a picada na pele) e o cutâneo-visceral (com lesão cutânea associada a uma hemólise intravascular).
Com o avanço (sem tratamento) da picada, o veneno (dependendo da quantidade inoculada) pode causar necrose do tecido atingido, falência renal e, em alguns casos, morte. Somente foram detectados casos de morte - cerca de 1,5% do total - nos incidentes com L. laeta e L. intermedia.
O veneno é idêntico nas aranhas machos e fêmeas, mas as fêmeas podem ter quase o dobro da concentração de toxinas. Por razões desconhecidas, a toxicidade do veneno para espécies de mamíferos varia; mordidas de loxosceles podem causar necrose em humanos, coelhos e porquinhos-da-índia, mas não em camundongos ou ratos.
A Loxosceles chilena (L. laeta) supostamente possui um veneno mais potente, o que resulta em envolvimento sistêmico com mais frequência. Todas as espécies de Loxosceles testadas têm venenos semelhantes ao da Loxosceles reclusa e todas devem ser evitadas. Em geral, porém, elas não são agressivas e comumente ocupam habitações humanas sem causar problemas.
Muitos tipos de feridas na pele são confundidas ou consideradas como resultado de uma picada de Loxosceles. Várias doenças podem imitar as lesões da picada, incluindo a doença de Lyme, diversas infecções fúngicas e bacterianas e feridas da sífilis. É importante associar a aranha diretamente à picada para evitar tratamento inadequado e para tratar com sucesso infecções comuns ou outras condições caso nenhuma aranha tenha sido vista.
A picada de uma aranha Loxosceles geralmente pode ser categorizada em um dos seguintes grupos:
- Normal – dano minuto auto curável
- Reação leve – dano autocurável com coceira, vermelhidão, padrões de comportamento agressivo e lesão leve.
- Dermonecrótica - a mordida de Loxosceles mais famosa, apesar de incomum, produzindo uma lesão cutânea necrótica. Cerca de 66% das lesões necróticas por mordida cicatrizam sem complicações.[7] Em casos extremos, a lesão pode ter até 40 milímetros de largura, durar vários meses e deixar uma cicatriz permanente.[1]
- Sistêmica ou viscerocutânea – uma reação sistêmica extremamente rara ao envenenamento da corrente sanguínea. É observado com mais frequência em crianças.[1]

A maioria das mordidas nem acaba sendo notada ou tem complicações leves.
O veneno das aranhas Loxosceles tem um efeito prejudicial dinâmico sobre o tecido adiposo (gordura). Consequentemente, mordidas em pessoas magras ou musculosas costumam ser muito menos dramáticas, enquanto que vítimas mordidas em regiões com mais tecido adiposo (coxas, nadegas), ou pessoas com sobrepeso, tendem a sofrer os piores sintomas.

## Tratamento
Logo após a picada é indicado lavar o local com água e sabão abundantes e não fazer torniquetes, para evitar a gangrena do veneno e minimizar os efeitos da necrose. É interessante que a região da picada fique em repouso, dificultando a absorção do veneno. Não convém furar, cortar, queimar ou espremer. Também não é indicado fazer sucção no local da ferida nem aplicar extratos naturais. Não se recomenda a ingestão de bebidas alcoólicas. O procedimento padrão é levar a vítima ao serviço de saúde próximo o mais rapidamente possível, levando a aranha (morta ou viva) para identificação de espécie e confirmação da necessidade de soro. Vale lembrar que tais procedimentos servem para qualquer ataque de animal peçonhento.
O soro utilizado para combater a picada desta aranha é composto de Antihistamínico/anticolinesterásico/dapsona e 5 ampolas de soro antiaracnideo polivalente ou soro antiloxosceles EV, que deverá ser ministrado ao paciente até 36 horas depois do acidente com a aranha.

## Combate
A região sul do Brasil (Paraná principalmente) tem sofrido com o ataque destas aranhas, cerca de 3.000 acidentes somente em 2004. Um relatório de um Instituto de Saúde de Minas Gerais, mostra que foram encontradas aranhas-marrons do gênero Loxosceles em algumas casas da Grande Belo Horizonte, onde esta aranha estaria extinta desde 1917, e teoricamente somente existiria em cavernas.
O aumento da urbanização juntamente com o da população, proporcionou novos locais para as aranhas crescerem e se reproduzirem, consequentemente aumentando os encontros com humanos.
Com a facilidade de transporte da atualidade (de mobiliário a produtos, máquinas e equipamentos), as diversas espécies de aranhas estão encontrando possibilidade de deslocamento sem precedentes, podendo tornar-se novos problemas ou até mesmo pragas em novas regiões.

## Como evitar ocorrências
- Limpe com frequência atrás de móveis como armários, cabeceiras de camas, embaixo de pias de banheiro, baús, cômodas e quadros;
- Bata as roupas antes de vesti-las, especialmente se alguma ficou pelo chão, bem como os sapatos;
- Utilize equipamentos de proteção individual (EPI) apropriados ao entrar em cavernas, casas abandonadas, depósitos, etc.;
- Evite deixar objetos ou mobiliário encostados em paredes de modo a não oferecer abrigo, especialmente próximos ao chão;
- Algumas espécies de aranha são predadoras de aranhas-marrons: um possível controle biológico ainda a ser melhor pesquisado;
- Camas podem ser desencostadas das paredes, e roupas de cama não devem ficar encostadas no chão para não se constituírem em pontes de acesso;
- Em regiões de infestação, nas camas pode ser utilizado mosquiteiro preso por baixo do colchão.

## No caso de alguma ocorrência da presença
- Não toque diretamente na aranha nem tente pegá-la, caso não sejas profissional de pesquisa;
- À noite, a aranha-marrom costuma ficar alguns centímetros à frente de seu esconderijo (comumente em cantos e frestas próximos ao chão de habitações humanas) para onde corre ao sentir perigo. Não é agressiva.
- Nas épocas mais quentes do ano, à noite, elas costumam fazer incursões maiores, inclusive pelas moradias humanas, quando poderão ser vistas caminhando pelo chão ou pelas paredes. Nestas ocasiões, elas gostam de se esconder temporariamente entre roupas, calçados, livros, objetos.

## Espécies
Estão validamente descritas cerca de 100 espécies do gênero Loxosceles, entre as quais:
- Loxosceles accepta Chamberlin, 1920 — Peru
- Loxosceles adelaida Gertsch, 1967 — Brasil
- Loxosceles alamosa Gertsch & Ennik, 1983 — México
- Loxosceles alicea Gertsch, 1967 — Peru
- Loxosceles amazonica Gertsch, 1967 — Brasil
- Loxosceles anomala (Mello-Leitão, 1917) — Brasil
- Loxosceles apachea Gertsch & Ennik, 1983 — USA, México
- Loxosceles aphrasta Wang, 1994 — China
- Loxosceles aranea Gertsch, 1973 — México
- Loxosceles arizonica Gertsch & Mulaik, 1940 — USA
- Loxosceles aurea Gertsch, 1973 — México
- Loxosceles baja Gertsch & Ennik, 1983 — México
- Loxosceles barbara Gertsch & Ennik, 1983 — México
- Loxosceles belli Gertsch, 1973 — México
- Loxosceles bettyae Gertsch, 1967 — Peru
- Loxosceles blancasi Gertsch, 1967 — Peru
- Loxosceles blanda Gertsch & Ennik, 1983 — USA
- Loxosceles boneti Gertsch, 1958 — México, El Salvador
- Loxosceles candela Gertsch & Ennik, 1983 — México
- Loxosceles caribbaea Gertsch, 1958 — Grandes Antilhas
- Loxosceles carmena Gertsch & Ennik, 1983 — México
- Loxosceles chinateca Gertsch & Ennik, 1983 — México
- Loxosceles colima Gertsch, 1958 — México
- Loxosceles conococha Gertsch, 1967 — Peru
- Loxosceles coquimbo Gertsch, 1967 — Chile
- Loxosceles coyote Gertsch & Ennik, 1983 — México
- Loxosceles cubana Gertsch, 1958 — Cuba, Bahamas
- Loxosceles deserta Gertsch, 1973 — USA, México
- Loxosceles devia Gertsch & Mulaik, 1940 — USA, México
- Loxosceles ericsoni  Bertani, von Schimonsky & Gallão, 2018 - Brasil
- Loxosceles fontainei Millot, 1941 — Guiné
- Loxosceles foutadjalloni Millot, 1941 — Guiné
- Loxosceles francisca Gertsch & Ennik, 1983 — México
- Loxosceles frizzelli Gertsch, 1967 — Peru
- Loxosceles gaucho Gertsch, 1967 — Brazil, Tunísia
- Loxosceles gloria Gertsch, 1967 — Equador, Peru
- Loxosceles guatemala Gertsch, 1973 — Guatemala
- Loxosceles harrietae Gertsch, 1967 — Peru
- Loxosceles herreri Gertsch, 1967 — Peru
- Loxosceles hirsuta Mello-Leitão, 1931 — Brasil, Paraguai, Argentina
- Loxosceles huasteca Gertsch & Ennik, 1983 — México
- Loxosceles immodesta (Mello-Leitão, 1917) — Brasil
- Loxosceles inca Gertsch, 1967 — Peru
- Loxosceles insula Gertsch & Ennik, 1983 — México
- Loxosceles intermedia Mello-Leitão, 1934 — Brasil, Argentina
- Loxosceles jaca Gertsch & Ennik, 1983 — México
- Loxosceles jamaica Gertsch & Ennik, 1983 — Jamaica
- Loxosceles jarmila Gertsch & Ennik, 1983 — Jamaica
- Loxosceles julia Gertsch, 1967 — Peru
- Loxosceles kaiba Gertsch & Ennik, 1983 — USA
- Loxosceles lacroixi Millot, 1941 — Costa do Marfim
- Loxosceles lacta Wang, 1994 — China
- Loxosceles laeta (Nicolet, 1849) — América do Sul, introduzida na América do Norte, Finlândia e Austrália
- Loxosceles lawrencei Caporiacco, 1955 — Venezuela, Trinidad, Curaçao
- Loxosceles lutea Keyserling, 1877 — Colômbia, Equador
- Loxosceles luteola Gertsch, 1973 — México
- Loxosceles manuela Gertsch & Ennik, 1983 — México
- Loxosceles martha Gertsch & Ennik, 1983 — USA
- Loxosceles meruensis Tullgren, 1910 — Tanzânia
- Loxosceles misteca Gertsch, 1958 — México
- Loxosceles mulege Gertsch & Ennik, 1983 — México
- Loxosceles nahuana Gertsch, 1958 — México
- Loxosceles neuvillei Simon, 1909 — Somália, África Oriental
- Loxosceles olmea Gertsch, 1967 — Peru
- Loxosceles pallidecolorata (Strand, 1906) — Etiópia
- Loxosceles palma Gertsch & Ennik, 1983 — USA, México
- Loxosceles panama Gertsch, 1958 — Panamá
- Loxosceles parrami Newlands, 1981 — África do Sul
- Loxosceles piura Gertsch, 1967 — Peru
- Loxosceles pucara Gertsch, 1967 — Peru
- Loxosceles puortoi Martins, Knysak & Bertani, 2002 — Brasil
- Loxosceles reclusa Gertsch & Mulaik, 1940 — América do Norte
- Loxosceles rica Gertsch & Ennik, 1983 — Costa Rica
- Loxosceles rosana Gertsch, 1967 — Peru
- Loxosceles rothi Gertsch & Ennik, 1983 — México
- Loxosceles rufescens (Dufour, 1820) — distribuição cosmopolita
- Loxosceles rufipes (Lucas, 1834) — Guatemala, Panamá, Colômbia
- Loxosceles russelli Gertsch & Ennik, 1983 — USA
- Loxosceles sabina Gertsch & Ennik, 1983 — USA
- Loxosceles seri Gertsch & Ennik, 1983 — México
- Loxosceles similis Moenkhaus, 1898 — Brasil
- Loxosceles smithi Simon, 1897 — Etiópia
- Loxosceles sonora Gertsch & Ennik, 1983 — México
- Loxosceles spadicea Simon, 1907 — Peru, Bolívia, Argentina
- Loxosceles speluncarum Simon, 1893 — África do Sul
- Loxosceles spinulosa Purcell, 1904 —sul da África
- Loxosceles surca Gertsch, 1967 — Peru
- Loxosceles taeniopalpis Simon, 1907 — Equador
- Loxosceles taino Gertsch & Ennik, 1983 — Bahamas, Jamaica, Hispaniola
- Loxosceles tehuana Gertsch, 1958 — México
- Loxosceles tenango Gertsch, 1973 — México
- Loxosceles teresa Gertsch & Ennik, 1983 — México
- Loxosceles tlacolula Gertsch & Ennik, 1983 — México
- Loxosceles unicolor Keyserling, 1887 — América do Sul
- Loxosceles valdosa Gertsch, 1973 — México
- Loxosceles valida Lawrence, 1964 — África do Sul
- Loxosceles variegata Simon, 1897 — Paraguai
- Loxosceles virgo Gertsch & Ennik, 1983 — Ilhas Virgens
- Loxosceles vonwredei Newlands, 1980 — Namíbia
- Loxosceles weyrauchi Gertsch, 1967 — Peru
- Loxosceles yucatana Chamberlin & Ivie, 1938 — México, Belize, Guatemala
- Loxosceles zapoteca Gertsch, 1958 — México